# بیگجه‌خاتون
بیگجه‌خاتون یکی از روستاهای استان آذربایجان شرقی است که در دهستان سیس بخش مرکزی شهرستان شبستر واقع شده‌است.
بیگجه خاتون از نظر محیط جغرافیایی مکانی خوش آب و هوا است.
کشاورزی در بیگجه خاتون
کشاورزی در این روستا بسیار رونق دارد و شغل اکثر مردم این روستا کشاورزی و دامداری است. از محصولات این روستا میتوان به : سیب ، گردو ، هلو ، شلیل ، گلابی و .... اشاره کرد.